# Roms katakomber

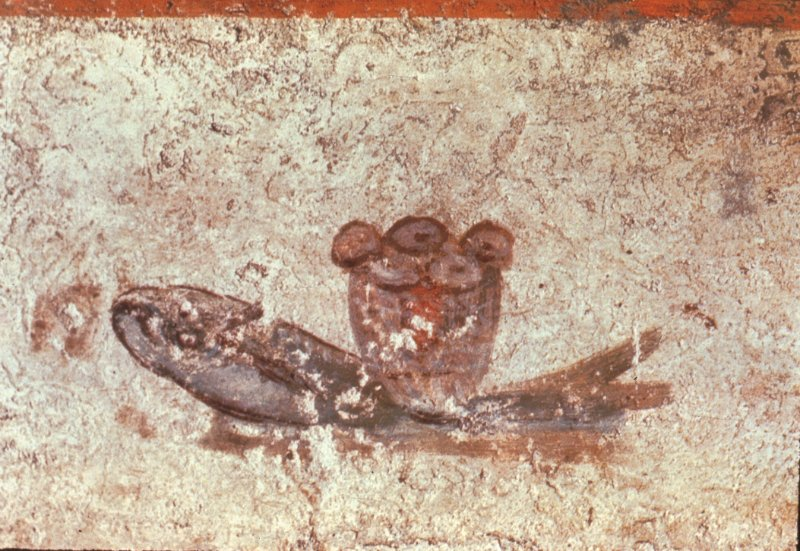
Målning från 'Sankt Calixtus katakomber: Fisken är en symbol för Kristus medan brödet symboliserar nattvarden.

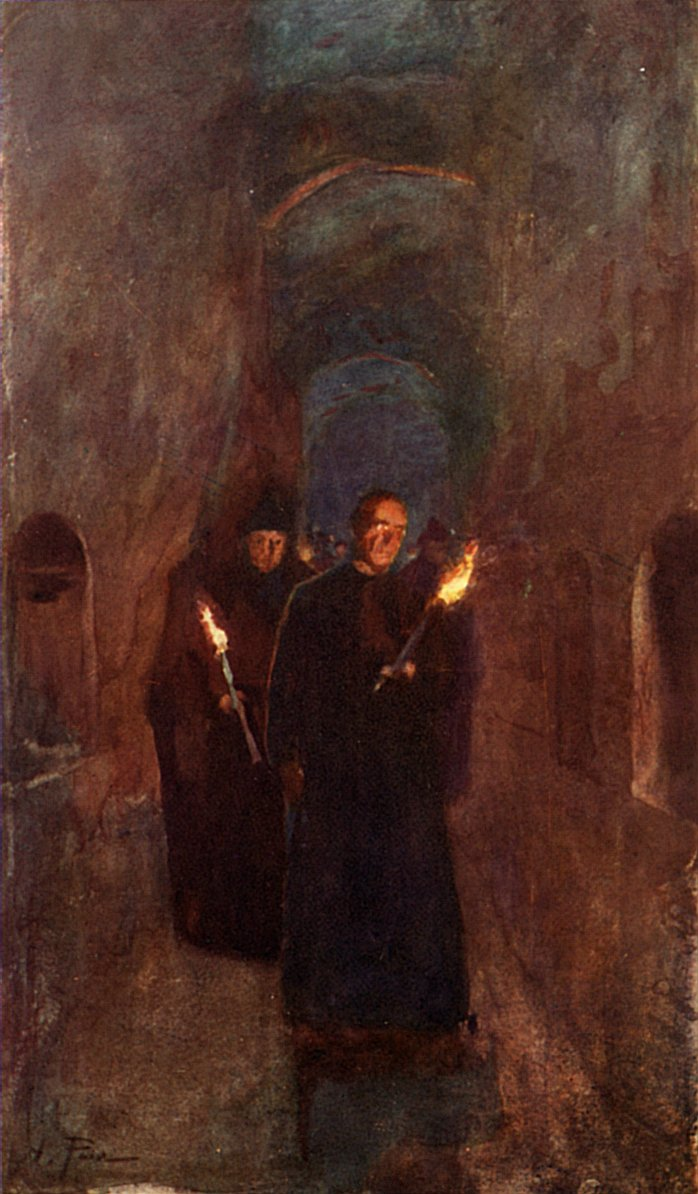
En procession i Sankt Calixtus katakomber, målning av Alberto Pisa 1905.

Roms katakomber är antika kristna begravningsplatser i närheten av Rom. Det finns för närvarande drygt fyrtio kända katakomber, med rum åt runt två miljoner kroppar. Till de mest berömda hör:
- Domitillas katakomber – Via Ardeatina
- Sankt Calixtus katakomber – Via Appia
- Sankt Sebastians katakomber – Via Appia
- Sankta Agnes katakomber – Via Nomentana.

De tidiga kristna och de samtida judarna begravde sina döda i labyrintiska tunnelsystem 6,7 till 19,8 meter under markytan utanför Rom. Detta bruk var inte en följd av kristendomsförföljelser, utan de kristna följde sin tids lagar som förbjöd begravning innanför stadens murar. Att de tidiga kristna genom sin tro på uppståndelsen inte likt romarna ville kremera sina döda utgör ytterligare en anledning till att gräva och efter behov utvidga dessa underjordiska begravningsplatser.
Då många helgon kom att jordas i dessa underjordiska rum blev katakomberna med tiden helgedomar och pilgrimsmål. I samband med att kristendomen accepterades år 313 under kejsar Konstantin den stores regeringstid uppfördes kapell och andra kyrkohus ovanför de gravar som tillhörde viktiga personer, såsom martyrer och helgon. Då goter, longobarder och vandaler invaderade Rom år 410 förstördes och plundrades både kyrkorna och katakomberna, som därefter började förfalla. I hopp om att bevara kvarlevorna från viktiga personer började ben att samlas in, som istället installerades i gravrum under kyrkor, medan katakomberna under 1100-talet föll helt i glömska, för att återupptäckas först år 1578. Detta har givit upphov till att Roms katakomber idag är mer eller mindre tomma på ben. 
Sankt Calixtus katakomber återfanns 1849 av arkeologen Giovanni Battista de Rossi vid en utgrävning.